# CKD AH-IV
La AH-IV era una tanqueta de diseño checoslovaco fabricada por la firma Českomoravská Kolben-Daněk (ČKD). A pesar de algunas buenas características, la AH-IV nunca fue ordenada por el ejército checo, siendo exportada a finales de la década de 1930 a Rumanía, Suecia e Irán y utilizada durante la Segunda Guerra Mundial. Los vehículos rumanos vieron acción en el Frente Oriental desde la Operación Barbarroja hasta la Ofensiva de Viena. Rumania también creó un prototipo llamado R-1-a. Veinte vehículos modernizados fueron vendidos a Etiopía después de la guerra, permaneciendo en servicio hasta la década de 1980.

## Descripción
La compañía Českomoravská Kolben-Daněk estaba decidida a subsanar los problemas debido a varios defectos de diseño, encontrados en su anterior Tančík vz. 33, principalmente la falta de una torreta transversal, mientras que la visibilidad, la dirección, las suspensiones e incluso el armamento resultaron mediocres. Por ello, ČKD diseñó un vehículo más grande, equipado con una torreta totalmente transversal y una nueva suspensión. Al igual que la anterior vz.33, el casco de la AH IV se ensambló a partir de un armazón de ángulos ranurados, sobre los cuales se remachaban planchas de blindaje (6 a 12 mm). El conductor se sentaba en el lado derecho usando un visor protegido por un cristal a prueba de balas y un obturador blindado; a su derecha había una pequeña ranura de visión. También a su derecha, en todos los modelos excepto en el sueco Strv m/37, estaba instalada una ametralladora ZB vz. 26 que normalmente estaba fijada en su lugar y se disparaba mediante un cable Bowden. El comandante-artillero se sentaba a la izquierda y manejaba una pequeña torreta equipada con una ametralladora pesada ZB vz. 35 o ZB vz. 37 en un afuste hemiesférico. La mayor parte del cañón de la ametralladora sobresalía y estaba protegido por una batea blindada. Tenía un gran visor a la derecha del afuste de la ametralladora en la torreta y una pequeña ranura de visión en el lado izquierdo de la superestructura. Llevaba una provisión de 3.700 cartuchos para las dos ametralladoras. No estaba equipada con equipo de radio.
El motor Praga de seis cilindros con 3.468 cm³, refrigerado por agua, con una potencia de 55 hp (41 kW) a 2.500 rpm. estaba ubicado en la parte trasera del compartimiento de combate y accionaba la transmisión a través de un cardán que iba hacia la caja de cambios en la parte delantera entre el conductor y el comandante; para su mantenimiento, las planchas de blindaje lateral y posterior superior se podían retirar. El sistema de refrigeración fue diseñado para aspirar aire a través de las escotillas del comandante y del conductor. Esto tenía la ventaja de dispersar rápidamente los gases de combustión producidos por las armas al disparar, pero, presentaba varias desventajas; la constante corriente generada por el motor afectó enormemente a la tripulación durante el clima frío, un incendio en el motor obligaba a la tripulación a evacuar y el ruido y el calor generados aumentaron la fatiga de la tripulación. Tenía una velocidad máxima en carretera de 45 km/h y una autonomía entre 150 y 170 km. La transmisión semiautomática Praga-Wilson tenía cinco marchas adelante y una marcha atrás para conducir la rueda impulsora montada al frente. La suspensión era una versión más pequeña de la utilizada en el Panzerkampfwagen 38(t). Consistía en cuatro grandes ruedas de rodaje a cada lado, cada par montado en un boje y amortiguado por ballestas. La rueda tensora estaba en la parte trasera y se montó un rodillo de retorno. Tenía una presión sobre el suelo de solo 0,5 kg/cm². Podría cruzar una zanja de 1,5 m de ancho, subir un obstáculo de 0,5/0,6 m de alto y vadear una corriente de agua de 0,8 m de profundidad.

## Variantes e historial de combate

### Irán
Irán fue el primer cliente para la AH-IV; una comisión militar iraní de compras llegó a Praga en mayo de 1935 presenciando una exhibición del prototipo. Posteriormente, en septiembre de 1935 se firma un contrato de compra con la ČKD y un pedido inicial de cincuenta y el prototipo para su entrega al año siguiente. Las entregas comenzaron en agosto de 1936, llegando el último lote a Irán en mayo de 1937, aunque el armamento se envió por separado y no se instaló hasta noviembre de 1937. Sus tanquetas eran las más pequeñas de la series siguientes, con solo 3,5 toneladas y diferían sólo ligeramente en tamaño de las encargadas más tarde por Rumania que les siguieron en las líneas de producción. Sólo podía subir un obstáculo 0,5 m de alto, tenía una autonomía de 150 km y una presión sobre el suelo de sólo 0,45 kg/cm². Estaba armado con una ametralladora pesada ZB vz. 35 en la torreta y una ZB Vz. 26 al lado del conductor.
Los iraníes estaban muy satisfechos con sus vehículos y planeaban ordenar entre 100 y 300 AH adicionales entre 1939 y 1945, pero la ocupación de la República Checa y los acontecimientos posteriores impidieron cualquier ulterior pedido, sin embargo, no significaron el cese de la cooperación. En 1940, el Sha de Irán Reza comenzó a establecer relaciones de amistad con Alemania. En este paso se realizó a pesar de la permanente presencia en Irán de unidades del Ejército Británico, cuyo país controlaba gran parte de las empresas y vitales instalaciones petrolíferas. Con los alemanes, se llegó a un acuerdo para la continuación del suministro no solo de repuestos, sino también de equipos.
En respuesta a estos pasos poco amistosos, el 25 de agosto de 1941, las tropas soviéticas y británicas invadieron Irán, dividiendo el país en dos zonas de influencia. Las tanquetas iraníes asignadas a la 1.ª y 2.ª Divisiones de Infantería permanecieron en sus lugares de despliegue permanente en las cercanías de Ahvaz y se las arreglaron para evitar enfrentamientos con los T-26 soviéticos, que formaba la base de la fuerza de invasión. Después de la reorganización del Ejército, se continuó operando con las AH-IV. Las últimas máquinas fueron dadas de baja a principios de la década de 1950; el último contrato para el suministro de piezas de repuesto data de 1947.

### Rumania
Los rumanos firmaron un contrato por 36 unidades que fueron designadas por la ČKD como AH-IVR (Rumynsko - Rumania en checo) el 14 de agosto de 1936, incluía un prototipo que se entregaría en dos meses y todo el pedido en siete meses. Estos plazos no pudieron cumplirse, ya que los rumanos exigieron muchos cambios, que todos tuvieron que hacerse en la línea de producción porque ČKD había iniciado la producción de todo el pedido antes de que se aceptara el prototipo. Las diez primeras tanquetas salieron de fábrica y fueron enviadas a Rumania en octubre de 1937 para participar en las maniobras de otoño cuando causaron una impresión favorable antes de ser devueltas a la fábrica para realizar reparaciones de rutina, se actualizaron y se enviaron de nuevo a sus dueños para realizar nuevas pruebas.
La ejecución de producción se completó el mes siguiente, pero los rumanos se negaron a aceptarlos porque no se ajustaban a las especificaciones. Las modificaciones requeridas demoraron hasta abril de 1938 para realizarse, pero se requirió otra evaluación en condiciones de verano y no fueron formalmente aceptadas hasta agosto de 1938. Nicolae Malaxa compró en septiembre de 1938 una licencia para producir el R-1 como era conocido en servicio rumano, pero las irregularidades y disputas sobre el pago retrasaron la transferencia de los planos de producción hasta octubre de 1939. Su fábrica construyó un prototipo, principalmente a partir de los repuestos adquiridos anteriormente, pero esta compañía no contaba con las instalaciones de producción y los especialistas necesarios, por lo que tal propósito finalmente, no se llevó a cabo.
Los R-1 fueron asignados a las brigadas de caballería, dos pelotones de dos o tres tanquetas cada uno. Los dieciocho ejemplares pertenecientes al Cuerpo de Caballería se agruparon en el "Grupo motorizado Korne" (llamado así por su comandante, coronel Corneliu Korne) durante las etapas iniciales de la Operación Barbarroja, pero todos estaban fuera de servicio el 1 de octubre. Veintinueve de las treinta y cinco originales fueron asignadas a las seis divisiones de caballería (redesignadas como brigadas el 25 de marzo de 1942) que participaron con éxito en la ofensiva alemana de verano de 1942, con el nombre clave de Fall Blau. Las cuatro R-1 pertenecientes al 1er Escuadrón Mecanizado de la 1.ª División de Caballería tuvieron que ser incendiadas ya que no había combustible disponible para ellas cuando la división fue rodeada cerca de Stalingrado en noviembre de 1942 como parte de la contraofensiva soviética llamada Operación Urano. La 5.ª y 8.ª División de Caballería habían perdido al menos cinco R-1 durante el mismo tiempo tratando de reforzar las desmoronadas defensas del Eje después de los avances soviéticos. Ambas divisiones apoyaron a los alemanes cuando intentaron aliviar el bolsón de Stalingrado en la Operación Wintergewitter, pero se desmoronaron cuando los soviéticos contraatacaron a fines de diciembre de 1942. Otras dos divisiones de caballería permanecieron en la cabeza de puente de Kubán después de la retirada alemana del Cáucaso, pero sus dos R-1 restantes reparables fueron retiradas a Rumania durante la primavera de 1943 como obsoletas. El 30 de agosto de 1943 solo estaban disponibles trece R-1, todas asignadas al Centro de Entrenamiento de Caballería en Sibiu, aunque aumentó en uno en los inventarios del 25 de marzo y 19 de julio de 1944. A resulta del armisticio con los aliados del 23 de agosto de 1944, no se sabe de ninguna acción que implique el uso de las R-1 durante 1944. En el período de marzo a mayo de 1945, las R-1 se usaron en combates en el territorio de los países vecinos. Los restantes once vehículos en estado operativo se incluyeron en el 2° Regimiento de tanques, que luchó en el sur de Eslovaquia, el norte de Austria y Moravia del Sur, obedeciendo operativamente a la 27.ª Brigada de tanques soviética; el 24 de abril, el regimiento solo tenía una R-1 disponible, pero no se informó que hubiera ninguna disponible después de esa fecha.

### Suecia

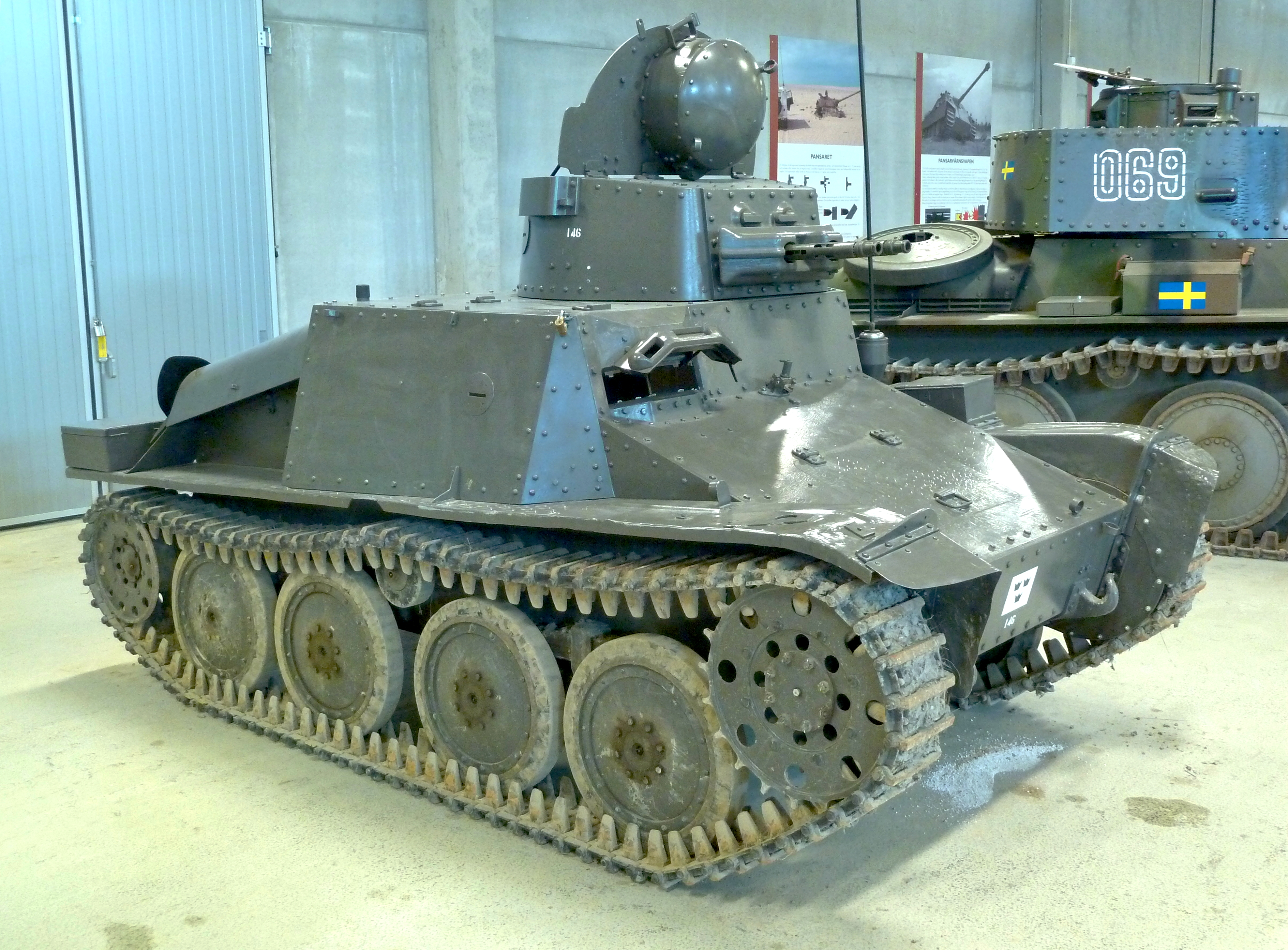
La Strv. m/37 (AH-IVS) del Museo de Strängnäs.

Suecia ordenó cuarenta y seis AH-IV-S en julio de 1937 después de obtener una muy favorable opinión ante los representantes del ejército sueco durante las pruebas realizadas bajo condiciones invernales en las montañas Krkonoše. Las condiciones del contrato establecian que debían ensamblarse por la firma Ackumulator AB Jungner en Oskarshamn, estar propulsados con el motor de gasolina de seis cilindros Volvo FC-CKD de 4,39 l más potente, refrigerado por agua y 85 hp y, que también fabricaría la trasmisión y las orugas, mientas que las planchas de blindaje con un espesor de hasta 15 mm serían producidas por las acerías Avesta, a pesar de que la ČKD suministró la mayoría de los demás componentes después de construir un prototipo. El vehículo fue modificado en gran medida siendo la ametralladora del conductor eliminada y resultó ser la versión más grande de las AH-IV, con 4,68 toneladas y una longitud de 3,4 m, un ancho de 1,85 m y 1,96 m de alto denominándose en un principio AH-IV-S. Se instalaron dos ametralladoras de fabricación sueca de 8 mm Ksp m/36 (más tarde reemplazadas por la Ksp m/39) en la torreta, a la que le fue añadida una pequeña cúpula de observación en su parte superior, estaba provista de equipo de radio y 3.960 cartuchos para sus ametralladoras. Alcanzaba una velocidad máxima de 61 km/h, tenía una autonomía de 200 km y podía vadear una corriente de hasta 0,90 m de profundidad. El montaje de las tanquetas comenzó en enero de 1938, cuando los componentes y las planchas de blindaje comenzaron a llegar a la compañía en Oskarshamn. Los últimos componentes fueron enviados desde Checoslovaquia en noviembre de 1938.
Los primeros ejemplares designados Stridsvagn m/37 comenzaron a ser entregados en febrero de 1939 y asignados al Göta Livgarde I-2 (2.º Regimiento de Infantería) estacionado en Estocolmo. A medida que la amenaza de Alemania aumentó en 1940, se llevó a cabo una nueva reorganización, el Regimiento de Infantería I-2 transfirió la mayoría de sus tanquetas, a los Regimientos de Infantería I-9 Skaraborgs e I-10 Södermanlands, más tarde convertidos en los Regimientos Blindados (pansarregemente) P 3 y P 4. Cuando los nuevos tanques Strv. m/38 y Strv. m/40 empezaron a ser entregados, las Strv. m/37 fueron retiradas gradualmente a la reserva, comenzando este proceso en 1942. En abril de 1943, se decidió crear una unidad independiente del regimiento I-2 para fortalecer la defensa de la Isla de Gotland. Organizativamente, este "escuadrón de tanques" estaba subordinado al regimiento P 4 y recibió la designación P-1G. Las tanquetas se estacionaron en la parte oriental de la isla en el pueblo de Slite, con la misión de proteger la costa en caso de intentos de desembarco de alemanes y aliados. El servicio de la Strv. m/37 fue extremadamente largo, ya que fueron reemplazadas por tanques ligeros Strv. m/39 solo a principios de la década de 1950. Los últimos ejemplares fueron definitivamente dados de baja en Gotland en 1953.

### Etiopía
Etiopía ordenó veinte tanquetas AH-IV-Hb (por Habeš", una antigua palabra checa para Abisinia) el 24 de junio de 1948. Estos vehículos volvieron a estar armados con la ametralladora del conductor y una única ametralladora en la torreta, sin embargo, estaban construidas mediante soldadura en lugar de remachado. Utilizaban un motor diésel Tatra 114 refrigerado por aire de 4,94 l con una potencia de 65 hp (48 kW) a 2.200 rpm. Esto le dio a la AH-IV-Hb una velocidad máxima de 42 km/h y un alcance de 200 km. Pesaba 3,93 toneladas y tenía una longitud de 3,2 m, un ancho de 1,82 m y tenía 1,73 m de alto. Ejercía una presión sobre el suelo de solo 0,48 kg/cm², podría vadear un arroyo de hasta 1 m de profundidad, pero solo podría superar un obstáculo de 0,5 m de alto. Usaba las ametralladoras checas ZB vz. 26 y vz. 37, para las cuales llevaba 2.800 cartuchos.
Las veinte tanquetas llegaron a Yibuti el 9 de mayo de 1950, desde donde fueron llevadas en tren a Addis Abeba. Estuvieron en servicio hasta la década de 1980, cuando participaron en el conflicto con Somalia.

## Características técnicas / ČKD AH-IV 1936-1947
| Modelo                              | AH-IV (1936)                                     | R-1 (1937)                                                   | AH-IV-Sv (1938)                                                | AH-IV-Hb (1947)                                                              |
| ----------------------------------- | ------------------------------------------------ | ------------------------------------------------------------ | -------------------------------------------------------------- | ---------------------------------------------------------------------------- |
| Peso                                | 3.500 KG                                         | 3.900 kg                                                     | 4.680 kg                                                       | 3.930 kg                                                                     |
| Longitud, metros                    | 3,20                                             | 3,20                                                         | 3,40                                                           | 3,20                                                                         |
| Ancho                               | 1,79                                             | 1,73                                                         | 1,85                                                           | 1,82                                                                         |
| Altura                              | 1,79                                             | 1,73                                                         | 1,96                                                           | 1,73                                                                         |
| Armamento Ametralladoras de 7,92 mm | ZB vz.35 (torreta) ZB vz. 26                     | ZB vz.35 (torreta) ZB vz. 26                                 | Ksp m/39C (torreta)                                            | ZB vz. 37 (torreta) ZB vz. 26                                                |
| Motor                               | Praga RH, 6 cilindros, 3.470 cm³, 55 hp          | Praga RH, 6 cilindros, 3.470 cm³, 55 hp                      | Volvo FC-CKD, 6 cilindros, 4.390 cm³, 85 hp                    | Tatra 114, diésel, 4 cilindros, 4.940 cm³, 55 hp                             |
| Transmisión                         | caja de cambios 4 velocidades adelante y 1 atrás | Semiautomática Praga-Wilson 4 velocidades adelante y 1 atrás | PPC Praga-Wilson con reductor 5 velocidades adelante y 1 atrás | PPA Praga-Wilson con engranaje de reducción 5 velocidades adelante y 1 atrás |
| Velocidad                           | 40 km/h                                          | 45 km/h                                                      | 58-61 km/h                                                     | 43 km/h                                                                      |
| Autonomía                           | 150 km                                           | 170 km                                                       | 200 km                                                         | 200 km                                                                       |

## Usuarios
- Etiopía
- Irán
- Rumania
- Suecia